# Gorgias
Gorgias van Leontini (Oudgrieks: Γοργίας ο Λεοντίνος) (ca. 480 – 376 v.Chr.), was een Grieks redenaar, sofist en wijsgeer.
Gorgias werd geboren in Leontini op Sicilië. Hij ging in de leer voor redenaar bij Tisias van Syracuse.
Hij kwam in 427 v.Chr. als gezant voor zijn vaderstad voor het eerst in Athene waar hij bij latere bezoeken nog meermalen grote indruk zou maken door zijn welluidende stijl; rijk aan antithesen, ritmische parallellie, rijm en assonantie (= de σχήματα Γοργιεία of ‘gorgiaanse stijlfiguren’). Gorgias wordt als de vader van de Retorica beschouwd.
Vanuit literair oogpunt gezien schreef hij prachtige retorische werken maar daarbij offerde hij vaak inhoud op aan stijl. Zijn gecultiveerde stijl was immers allereerst gericht op overtuiging en effect.
Op filosofisch vlak kunnen we van Gorgias zeggen dat hij een grote voorstander van de democratie was. Het woord nam een uiterst belangrijke plaats in binnen de Atheense democratie, die immers gebaseerd was op discussie en overleg. Tijdens zo een discussie was het uiteraard belangrijk je eigen zaak zo goed mogelijk naar voren te brengen om zo de mensen te overtuigen van jouw ideeën. Het was in dit kader dat Gorgias het belangrijk achtte om mensen te oefenen in retorica, zodat ze op het politieke schouwtoneel of in de rechtszaak niet zomaar over zich heen zouden laten lopen.
Wat retorica voor Gorgias nog belangrijker maakt is dat hij geen geloof hecht aan het bestaan van een objectieve waarheid. Het enige wat volgens Gorgias bestaat zijn meningen en opvattingen. Het gaat hem bij retorica dus niet om de waarheid te verkondigen, maar om mensen te overtuigen van je eigen idee of opvatting.
Deze opvatting treffen we aan in een filosofisch geschrift met de paradoxale titel Over de Natuur of over het Niet-Zijnde, waar hij, de thesen van de Eleaten tot in het absurde doortrekkend, zijn ontologische en epistemologische scepticisme in drie punten formuleert:
- 1° - Er bestaat niets.
- 2° - Áls er al iets was, zouden wij het niet kunnen kennen.
- 3° - Áls wij dat wel zouden kunnen kennen, zouden wij het niet kunnen meedelen.

Verder zijn er van Gorgias nog twee redevoeringen bewaard: de Helena en de Palamedes. Hij zou aan de hand van modelredevoeringen als deze de kunst van de retorica aan zijn leerlingen hebben onderwezen. Door de verdediging van de overbekende Helena op te nemen, liet hij zijn studenten toe zich te concentreren op zijn retoriek. Ook het verhaal van Palamedes was vertrouwd.
Gorgias' invloed op zijn tijdgenoten was zeer groot. In de naar hem genoemde dialoog Gorgias trekt Plato heftig van leer tegen hem en zijn opvattingen.

## In Nederlandse vertaling
- Gorgias, Het woord is een machtig heerser, vertaald door Vincent Hunink, toegelicht door Jeroen Bons en Jaap Mansveld, 1996. ISBN 9789065540584 (alle redevoeringen en fragmenten)